# Santi Buscema
Santo Buscema (Modica, ... – ...; fl. XIX-XX secolo) è stato un ingegnere e architetto italiano, attivo a Messina a cavallo fra la fine del XIX secolo e l'inizio del XX secolo.

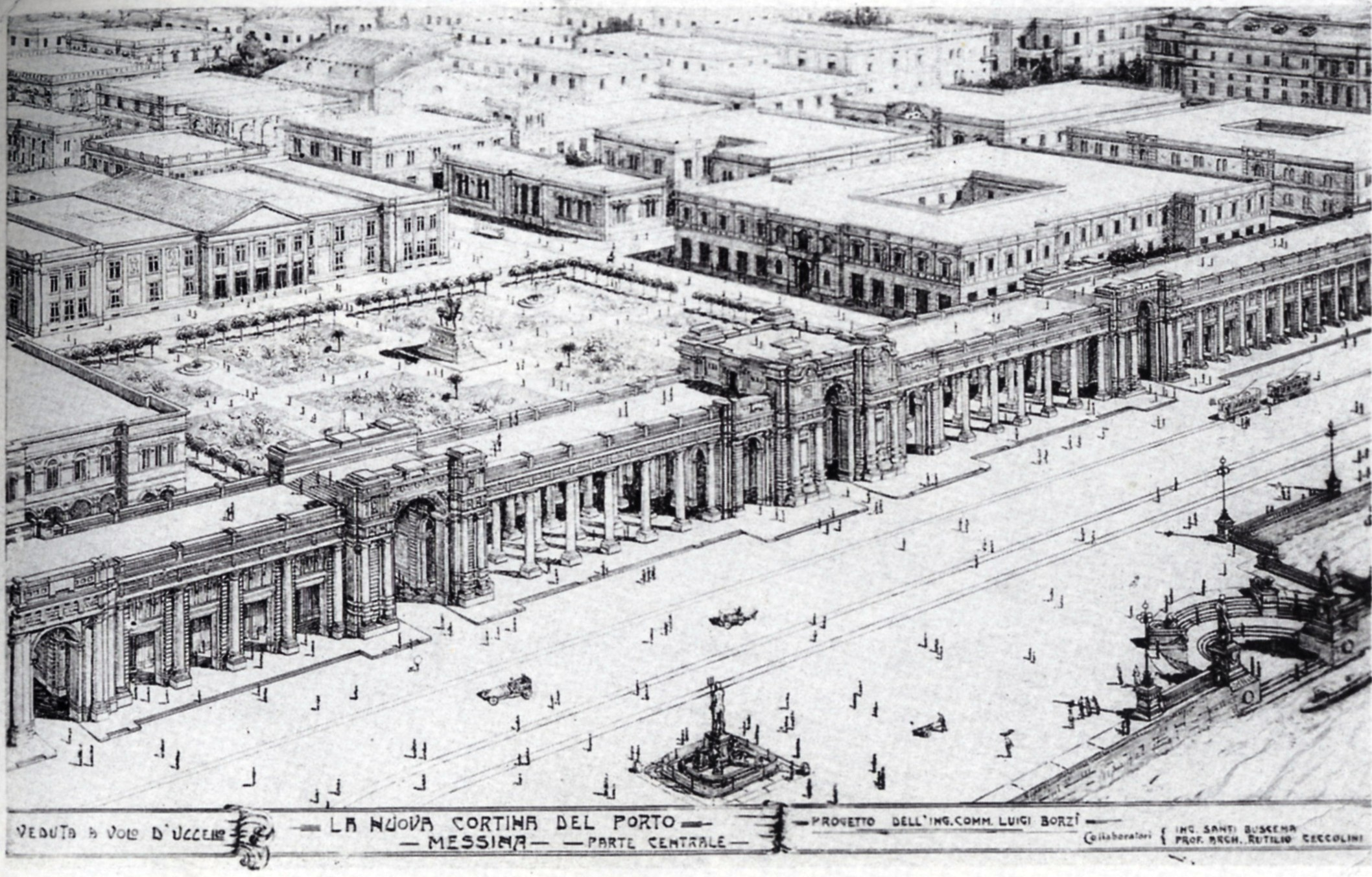
La Palazzata di Luigi Borzì- Santo Buscema - Rucilio Ceccolini

Assieme a Luigi Borzì e Rucilio Ceccolini fu autore del primo progetto di ricostruzione della Palazzata di Giacomo Minutoli, distrutta durante il terremoto del 1908. La Palazzata di Borzì-Buscema-Ceccolini fu realizzata solo in parte.